# Elisabeth Wischeropp

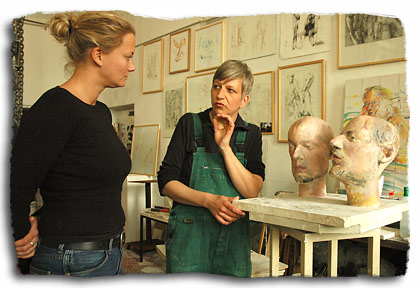
Elisabeth Wischeropp

Elisabeth Wischeropp (* 1961 in Erlangen) ist eine deutsche Künstlerin und Bildhauerin. Sie lebt und arbeitet in Bremen.

## Biographie
Mit fünf Jahren zog sie nach München. Von 1986 bis 1993 studierte sie an der Hochschule für Künste Bremen und war Meisterschülerin bei Professor Waldemar Otto. Seit 1993 arbeitet sie in einer Ateliergemeinschaft mit Karin Bablok, Eberhard Szejstecki und Martin Mindermann im Alten Pumpwerk in Bremen.
1996 war sie Preisträgerin des Wettbewerbs „Zeitgenössische Keramik“ in Offenburg für gemeinsame Arbeit mit Martin Mindermann. Seit 1999 ist sie Mitglied im Künstlersonderbund in Deutschland.

## Arbeiten im öffentlichen Raum
- 1995: Meyer, Mendelejew, Cannizzaro, Denkmal dreier Chemiker, Bronze, Kunst im öffentlichen Raum, Varel am Jadebusen
- 1995: Bürgermeister Hans Koschnick, Porträt, Künstlerförderung der Stadt Bremen
- 1996: Städtische Sammlung, Offenburg Württembergisches Landesmuseum, Stuttgart
- 1997: Der Pfeiffer Keramik-Museum Berlin Museen Heilbronn, Dr. Pfeiffer
- 1998: Oderflut, zwei Kachelbilder und eine Bronzebüste, Marineoperationsschule Bremerhaven
- 1999: Dirigent Hellmuth Schnackenburg, Porträtbüste, Konzerthaus Glocke, Bremen
- 2001: Plastische Arbeiten in der Graphothek, Bremen
- 2001: Kleiner Napoleon, Sparkasse, Syke
- 2001: Porzellangefäß, Marriott Hotel, Bremen
- 2001: Geschäftsgründer „Herr Tollkühn“, Porträtbüste, Firma für Truckerartikel, Stuhr
- 2002: Kleiner Napoleon und Kleine Frau, Bremer Landesbank, Bremen
- 2003: 2 × Kleiner Napoleon, Bremer Landesbank Bremen
- 2004: Kleine Figur, Bremer Landesbank, Bremen
- 2005: Porträt von Albert Ballin Eingeladener Wettbewerb, ehemaliger Generaldirektor der Hapag-Lloyd, Hamburg
- 2005: Kleiner Goldkopf Bremer Landesbank, Bremen